# Тепловой процесс
Тепловой процесс (термодинамический процесс) — изменение макроскопического состояния термодинамической системы. Если разница между начальным и конечным состояниями системы бесконечно мала, то такой процесс называют элементарным (инфинитезимальным).
Система, в которой идёт тепловой процесс, называется рабочим телом.
Тепловые процессы можно разделить на равновесные и неравновесные. Равновесным называется процесс, при котором все состояния, через которые проходит система, являются равновесными состояниями. Такой процесс приближённо реализуется в тех случаях, когда изменения происходят достаточно медленно, т. е. процесс является квазистатическим. 
Тепловые процессы можно разделить на обратимые и необратимые. Обратимым называется процесс, который можно провести в противоположном направлении через все те же самые промежуточные состояния.
Процессы принято классифицировать по тем термодинамическим величинам, которые остаются неизменными в ходе процесса. Можно выделить несколько простых, но широко распространённых на практике, тепловых процессов:
- Адиабатный процесс ({\displaystyle \delta Q=0})— без теплообмена с окружающей средой;
- Изохорный процесс ({\displaystyle V=const}) — происходящий при постоянном объёме;
- Изобарный процесс ({\displaystyle P=const}) — происходящий при постоянном давлении ;
- Изотермический процесс ({\displaystyle T=const}) — происходящий при постоянной температуре;
- Изоэнтропийный процесс ({\displaystyle S=const})— происходящий при постоянной энтропии;
- Изоэнтальпийный процесс ({\displaystyle H=const})— происходящий при постоянной энтальпии;
- Политропный процесс ({\displaystyle C=const})— происходящий при постоянной теплоёмкости.

Иногда в течение всего процесса неизменными оказываются не одна, а несколько термодинамических величин. Так, например, испарение и конденсация в системе жидкость — пар, когда одновременно постоянны и давление и температура, есть процессы изобарно-изотермические.
В технике важны круговые процессы (циклы), то есть повторяющиеся процессы, например, цикл Карно, цикл Ренкина.
Теория тепловых процессов применяется для проектирования двигателей, холодильных установок, в химической промышленности, в метеорологии.